# Xã New Surprise Valley, Quận Mellette, Nam Dakota
Xã New Surprise Valley (tiếng Anh: New Surprise Valley Township) là một xã thuộc quận Mellette, tiểu bang Nam Dakota, Hoa Kỳ. Năm 2010, dân số của xã này là 4 người.